# Ibrahim di Johor
Il maggior generale Ibrahim Al-Masyhur Ibni Al-Marhum Sultan Sir Abu Bakar Al-Khalil (Singapore, 17 settembre 1873 – Londra, 8 maggio 1959) è stato sultano di Johor dal 1895 al 1959. Noto anglofilo, Ibrahim proseguì la politica paterna di relazioni amichevoli con la corona del Regno Unito, spesso utilizzando la sua amicizia con il re in carica per contrastare le mire espansionistiche del British Colonial Office. Tuttavia in seguito divenne altamente impopolare nella sua terra natale per la sua opposizione all'indipendenza malese. Questo lo portò a trascorrere la maggior parte del suo tempo lontano dal Johor viaggiando in Europa, in particolare nel Regno Unito.

## Primi anni di vita
Wan Ibrahim nacque all'Istana Bidadari di Singapore il 17 settembre 1873 e fu istruito in un collegio in Inghilterra. Nell'adolescenza venne nominato sottotenente delle forze militari del Johor. Il 23 maggio 1891 divenne erede al trono con il titolo di Tunku Mahkota. Accompagnò il padre nei diversi viaggi che questi fece in Europa per conoscere le famiglie reali del Vecchio Continente. Durante il suo mandato come Tunku Mahkota, Ibrahim di tanto in tanto servì come reggente dello Stato e gli vennero delegate alcune responsabilità ogni volta che il sultano era in viaggio all'estero. Nel suo tempo libero, Tunku Ibrahim trascorreva la maggior parte del suo tempo a caccia o alle corse di cavalli.
Ibrahim fu uno dei tre cofirmatari della Costituzione dello Stato di Johor nell'aprile del 1895. Il mese successivo, Tunku Ibrahim accompagnò a Londra Abu Bakar che progettava ulteriori negoziati con il Colonial Office. Abu Bakar era già molto malato quando raggiunse l'Inghilterra e Tunku Ibrahim trascorse molto del suo tempo al capezzale del padre. Quest'ultimo morì il mese successivo.

## Sultano di Johor

### Primi anni (1895-1914)
Tunku Ibrahim fu proclamato sultano di Johor il 7 settembre 1895, il giorno della sepoltura di Abu Bakar; suo figlio, Tunku Ismail venne proclamato come suo erede. La cerimonia di incoronazione ufficiale ebbe luogo il 2 novembre successivo. L'anno successivo assunse il governo dello Stato e dovette affrontare le difficoltà finanziarie che il paese stava affrontando. Molti dei suoi dipendenti si lamentavano dei ritardi degli stipendi e che spesso erano pagati a rate. Ibrahim prese poi l'incarico di sovrintendere da vicino alla Tesoreria di Stato e assisteva personalmente al pagamento degli impiegati dello Stato nel giorno di paga. Nello stesso anno assunse anche il compito di nominare i membri del comitato della Johor Gambier and Pepper Society (nota anche come Kongkek in malese). Ibrahim era inesperto nella gestione della pubblica amministrazione e invocò fortemente l'aiuto del suo segretario privato, Abdul Rahman bin Andak, nella gestione degli affari di Stato.
Il residente generale degli Stati Malesi Federati Frank Swettenham, nel novembre del 1899 propose al sultano la costruzione di una linea ferroviaria nel Johor, in concomitanza del suo piano di realizzare una grande strada ferrata nell'asse nord-sud della penisola malese. Ibrahim accolse il progetto di Swettenham ma era stanco dell'influenza britannica nel suo paese e insistette per finanziare lui stesso la costruzione della ferrovia. Swettenham apprezzò la proposta del sultano Ibrahim che propose di utilizzare le entrate del suo paese e presentò la sua proposta alla Segreteria di Stato per le Colonie nel Regno Unito. Le proposte attirarono lo scetticismo del Segretario di Stato per le Colonie Joseph Chamberlain che era a conoscenza delle difficoltà finanziarie del sultanato e rinviò la decisione. Ibrahim mandò poi il fidato Abdul Rahman nel maggio seguente a Londra per negoziare con il Colonial Office. Nell'aprile del 1901 partì per un viaggio lungo un anno a Londra per cercare finanziatori privati inglesi per la costruzione della linea ferroviaria e negoziare con il Colonial Office un prestito. Il sultano riuscì a ottenere un prestito per la costruzione della ferrovia e nel luglio del 1904 Abdul Rahman firmò la Convenzione ferroviaria del Johor che stabilì un prolungamento della linea ferroviaria malese nel suo sultanato.
Ibrahim tornò in patria l'anno successivo e ampliò le forze militari dello Stato. Istituì le Forze di Volontariato del Johor (JVF), che consistevano in gruppi di giovani ragazzi malesi che operavano come soldati riservisti dello Stato. Nel 1906 concesse molte terre ai capitalisti e finanzieri inglesi per scopi di sviluppo. Questo attirò la preoccupazione del governatore degli Stabilimenti dello Stretto Sir John Anderson che non era molto favorevole all'intenzione del sultano Ibrahim di rendere il suo regno economicamente indipendente da Singapore. Le pressioni che esercitò sul sultano costrinsero quest'ultimo a fare a meno dei servizi di Abdul Rahman, nonché di cedere le responsabilità amministrative della linea ferroviaria al governo coloniale. Ciò avvenne l'anno successivo, dopo che emersero le notizie di ulteriori difficoltà finanziarie.
Ibrahim si trovò di fronte anche alle sfide politiche da parte del governo coloniale britannico che era apparentemente infelice della sua negligenza negli affari di Stato e che stava cercando di estendere l'influenza politica in quelle terre. Il Segretario coloniale degli Stabilimenti dello Stretto Victor Bruce, IX conte di Elgin incontrò il sultano Ibrahim nel 1906 e gli consigliò di gestire lo Stato a favore degli interessi britannici e di ridurre i suoi viaggi in Europa. Ibrahim fu irremovibile nel rifiutare i consigli di Elgin ed era contrario all'accettare le consulenze dei britannici. Due anni più tardi Lord Elgin lo mise in guardia sulla possibilità che i britannici stessero progettando cambiamenti nell'amministrazione statale. Nel 1910 il sultano Ibrahim accettò un consulente britannico per il Johor dopo le enormi pressioni da parte del governo coloniale. Gli inglesi erano estremamente infelici della condizione finanziaria del sultanato che era impoverito anche a causa dei lunghi viaggi oltremare del sovrano. Douglas Graham Campbell, ministro residente nel Negeri Sembilan, fu nominato primo consigliere del Johor.
I rapporti tra Ibrahim e Campbell furono eccellenti nel primo anno di mandato e il sovrano sostenne il miglioramento del sistema amministrativo statale. Tuttavia il rapporto entrò in crisi quando il sultano bocciò molte proposte di riforme amministrave presentate da Campbell. Nel 1912 scoppiò uno scandalo politico dopo che Campbell rivelò pubblicamente le pratiche scorrette del carcere di Johor Bahru. Campbell era particolarmente infelice del modo in cui erano trattati i prigionieri e fece pressione sulle autorità britanniche per prendere in carico gli affari amministrativi del carcere accendendo le proteste dal sultano. In questo periodo non ebbero sosta nemmeno le rimostranze tra l'amministrazione del sultano e il governo coloniale per il controllo amministrativo delle ferrovie. Poco dopo la gestione di queste venne delegata al Menteri Besar di Johor, Dato' Abdullah bin Jaafar.
Poco dopo l'inasprimento dei rapporti con Campbell, Ibrahim implementò un Consiglio esecutivo di Stato (in malese: Masyurat Kerja) per supervisionare la gestione delle attività agricole e minerarie statali. Il sultano prese le distanze da Campbell e dal consulente legale dello Stato Michael Whitley e prese le questioni amministrative nelle sue mani. Questo incitò la preoccupazione e l'infelicità di Campbell e Whitley e li portò a presentare un memorandum al governatore degli Stabilimenti dello Stretto Sir Arthur Henderson Young in cui chiedevano un maggiore controllo amministrativo dei britannici sullo Stato. Young concesse a Campbell poteri simili a quelli di un ministro residente degli altri stati ma con il titolo di "consigliere generale" per mostrare una deferenza protocollare al sultano. Ibrahim era infelice della nuova proposta poiché riteneva che il consulente britannico avrebbe avuto un controllo maggiore degli affari di stato ma Young gli assicurò la sua disponibilità per una consultazione in caso di differenze di opinione tra Campbell e il monarca. Il 12 maggio 1914 venne firmato un trattato che ha formalizzava i poteri del consigliere generale dello Stato.

### Prima guerra mondiale e gli anni tra le due guerre (1914-1941)

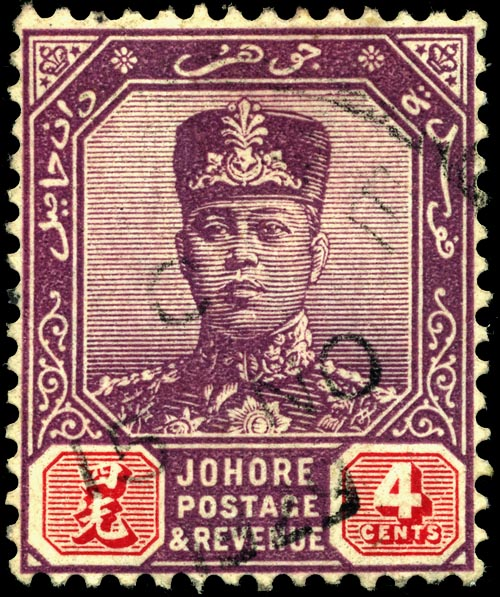
Il sultano raffigurato in un francobollo del 1921.

L'economia dello stato sperimentò un avanzo di bilancio a seguito di un aumento dei prezzi della gomma per il resto del 1910. Campbell servì come consigliere generale dello Stato fino alla sua morte avvenuta nel giugno del 1918. Tra questo mese e il dicembre del 1920 vennero nominati cinque consiglieri generali, ciascuno dei quali rimase in carica solo per pochi mesi. Dato che il governo coloniale mancava di risolutezza nell'amministrazione statale, Ibrahim tentò di estendere la sua influenza nell'amministrazione statale. Nel dicembre del 1920 Hayes Marriot venne nominato nuovo consigliere generale e riorganizzò l'amministrazione statale.
Ibrahim assunse il ruolo di monarca cerimoniale dal 1920 in poi; le sue uniche funzioni erano di presenziare alle cerimonie inaugurali in tutto il regno. Di tanto in tanto esprimeva le sue opinioni sull'amministrazione statale e sulle scelte economiche. Quando aveva qualche lamentela verso il governo coloniale britannico spesso queste erano prese in considerazione grazie alla sua influenza politica non del tutto estinta. Dal 1928 cominciò a passare lunghi periodi di tempo all'estero dopo che ebbe iniziato a soffrire di gotta cronica e degenerazione del miocardio. Sua destinazione preferita era Londra dove spesso visitò il Colonial Office ogni volta che aveva qualche lamentela verso l'amministrazione statale. Come risultato delle sue frequenti denunce di cattiva amministrazione degli affari di Stato da parte del governo britannico locale, i rapporti del sultano Ibrahim con ciascun consigliere generale furono tesi. Sir Cecil Clementi, che servì come governatore degli Stabilimenti dello Stretto e di alto commissario negli Stati malesi dal 1930 al 1934, nel dicembre del 1932 osservò che Ibrahim era troppo indipendente negli affari di Stato e propose al sultano le sue consulenze per il suo ruolo di alto commissario. Le proposte di Clementi a quanto pare fecero infuriare il sultano che boicottò il durbar del febbraio seguente.
Negli anni '20 il nazionalismo malese mise radici nel Johor grazie anche a un aristocratico malese, Onn Jaafar, che il sultano aveva trattato come un figlio adottivo e che scrisse articoli sul benessere dei malesi. Alcuni degli articoli di Onn criticavano le politiche del sultano Ibrahim e portò a un inasprimento dei rapporti tra i due. In particolare Ibrahim espulse Onn dal sultanato dopo quest'ultimo pubblicò un articolo sul Sunday Mirror, un tabloid inglese con sede a Singapore, in cui criticava il monarca per lo stipendio troppo basso dei membri delle forze militari nazionali e per i favori concessi agli Orang Asli. Onn divenne molto popolare e nel 1936 Ibrahim lo invitò a tornare in patria. Ibrahim divenne un mecenate attivo del dipartimento forestale intorno al 1930 e incoraggiò il Corpo Forestale dello Stato a designare alcune delle rimanenti foreste vergini come riserve naturali. Ciò è testimoniato dalla riduzione dell'esportazione di legname, un tempo molto estese. Nel 1934 le riserve naturali coprivano circa il 15 % del territorio dello Stato, soprattutto nelle regioni settentrionali.
Le relazioni del sultano Ibrahim con il successore di Clementi, Sir Shenton Thomas non furono buoni dato che Thomas tentò di formare un sistema centralizzato per gli Stati malesi non federati che avrebbero portato il Johor ad essere sottoposto al governatore degli Stabilimenti dello Stretto. Nel 1939, allo scoppio della seconda guerra mondiale, Thomas introdusse un regime fiscale bellico pan-malese per finanziare gli sforzi di guerra del Regno Unito. Ibrahim respinse queste proposte ma lo stesso anno donò 250 000 sterline a re Giorgio VI per il suo 44º compleanno durante il suo viaggio in Europa. Dal 1934 al 1940 fu amante della danzatrice di cabaret Lydia Cecilia Hill. La danzatrice morì in un bombardamento a Canterbury nell'ottobre del 1940.

### Occupazione giapponese (1941-1945)
Durante gli anni '20 Ibrahim divenne amico personale di Yoshichika Tokugawa. Egli era un rampollo del clan Tokugawa e i suoi antenati erano gli Shōgun che governarono il Giappone per secoli. Quando i giapponesi invasero la penisola malese, Tokugawa accompagnò le truppe del generale Yamashita Tomoyuki e fu accolto calorosamente dal sultano Ibrahim quando raggiunse Johor Bahru alla fine di gennaio del 1942. Yamashita e i suoi ufficiali presero alloggio nella residenza del sovrano, l'Istana Bukit Serene e nella sede della Segreteria di Stato, dove pianificarono l'invasione di Singapore.
I giapponesi istituirono un governo militare nel mese di febbraio, poco dopo il loro arrivo in terra malese. Tokugawa venne nominato consigliere politico su raccomandazione del sultano Ibrahim. I rapporti tra il governo militare e la monarchia furono inizialmente cordiali e Tokugawa brevemente immaginò un piano per un unico sultanato malese unito comprendente la penisola malese e la provincia di Pattani con a capo Ibrahim. Tuttavia, i giapponesi cominciarono a sperimentare difficoltà economiche e sconfitte militari nella guerra del Pacifico dal 1943. Questo portò all'eliminazione del piano di Tokugawa e il governo militare incanalò i suoi sforzi verso l'agricoltura statale. I giapponesi continuarono la politica britannica di nominare un consulente di stato a Johor lasciando a Ibrahim molto tempo libero.
Il sultano da parte sua, maturò un risentimento nei confronti del governo militare giapponese durante l'ultima periodo dell'occupazione. I giapponesi ordinarono ai sultani malesi di contribuire con uno stipendio annuale di 10 000 dollari agli sforzi bellici giapponesi. Gli occupanti spinsero anche i leader locali a pronunciare discorsi elaborati dal dipartimento della propaganda. Poco prima della resa dei giapponesi, nel 1945, il sovrano venne espulso dalla sua residenza dell'Istana Bukit Serene e fu costretto a trasferirsi all'Istana Pasir Pelangi, il palazzo del principe ereditario.

### Nazionalismo malese (1946-1948)
L'Amministrazione militare britannica cercò di far rivivere i piani pre-bellici, ovvero una gestione centralizzata degli stati malesi, già pochi giorni dopo lo sbarco delle truppe britanniche a Singapore il 5 settembre 1945. A un ex ufficiale legale del Servizio civile malese, H. C. Willan, fu ordinato di sentire il parere dei governanti malesi. Egli avvicinò il sultano Ibrahim l'8 settembre. Il monarca viveva all'Istana Pasir Pelangi con la moglie rumena e secondo i testimoni si agitò molto quando incontrò Willan la prima volta. Durante il colloquio con Willan, Ibrahim parlò con amarezza delle sue esperienze durante gli anni di occupazione giapponesi e si mise a servizio dell'Amministrazione militare. Il sultano chiese il permesso a Willan di esporre la Union Jack sulla sua vettura per partecipare alla cerimonia di resa il 12 settembre; il governo militare britannico glielo concesse.
Nei giorni successivi, Willan incontrò gli altri governanti malesi e valutò la situazione politica di ogni Stato. I suoi studi vennero trasmessi alla amministrazione militare e Sir Harold MacMichael, già alto commissario della Palestina, fu autorizzato a firmare i trattati ufficiali istitutivi dell'Unione malese. MacMichael fece diverse visite ai governanti malesi e cominciò dal sultano Ibrahim nell'ottobre del 1945. Il sultano acconsentì rapidamente alla proposta di MacMichael motivando tale scelta con il forte desiderio di visitare l'Inghilterra alla fine dell'anno. MacMichael fece ulteriori visite agli altri governanti malesi dopo la proposta e cercò il loro consenso sulla proposta. Molti governanti malesi espressero forte riluttanza a firmare i trattati con MacMichael, in parte perché temevano di perdere il loro status reale e per la prospettiva che i loro paesi potessero cadere nell'influenza politica siamese.
Con questi trattati il Regno Unito ottenne tutti poteri amministrativi tranne che in ciò che riguardava i costumi islamici. La popolazione malese protestò fortemente contro gli accordi anche perché il popolo voleva che a mantenere i poteri politici fossero i sovrani nazionali, da loro molto amati. Anche le tensioni etniche tra malesi e cinesi erano alte e la prospettiva di concedere la cittadinanza ai non-malesi venne ritenuta inaccettabile dai malesi. In particolare, i politici del Johor erano estremamente infelici circa la volontà del sultano Ibrahim di firmare i trattati con MacMichael e dissero al sultano Ibrahim che aveva violato i termini della Costituzione dello Stato di Johor che esplicitamente vietava a qualsiasi potenza straniera di assumere legittimamente il controllo dello Stato. Ai primi di febbraio del 1946, sette dissidenti politici guidati da Awang bin Hassan organizzarono una manifestazione per protestare contro la decisione del sultano di firmare l'accordo e Onn Jaafar, che allora era in servizio come ufficiale di distretto a Batu Pahat, venne invitato a partecipare alla manifestazione.
La manifestazione si tenne il 1º febbraio 1946 presso la Moschea di Stato del sultano Abu Bakar. I manifestanti gridarono slogan nazionalistici e chiesero la deposizione del sultano Ibrahim. Molti slogan nazionalistici accusavano il sovrano di aver tradito la causa malese con la firma dei trattati. La notizia della manifestazione raggiunse il sovrano il 22 febbraio poiché allora risiedeva alla Grosvenor House di Londra. Ibrahim si recò quindi al Colonial Office per ritirare il suo sostegno alla formazione dell'Unione malese. Questo però non placò i dissidenti politici e Onn continuò a organizzare sempre più manifestazioni anche negli altri stati malesi per radunare un ulteriore sostegno contro il progetto dell'Unione malese. A maggio fondò la United Malays National Organisation (UMNO).
Ibrahim tornò in patria ai primi di settembre del 1947 e partecipò alla seconda assemblea generale dell'UMNO all'Istana Besar. Anche se molti dissidenti politici erano ancora detenuti a Johor per aver criticato il sultano per i trattati con MacMichael, i delegati dell'UMNO gli concessero una travolgente accoglienza al suo arrivo a palazzo. Le opinioni critiche nei confronti del sultano scemarono dopo l'istituzione della Federazione della Malesia nel gennaio successivo che riconcesse molti poteri ai sovrani. Poco prima che Ibrahim ripartisse per l'Inghilterra a maggio, donò personalmente un 5000 dollari all'UMNO, nella speranza di migliorare le relazioni con i leader politici e con lo stesso Onn che venne nominato Menteri Besar di Johor nello stesso anno.

### Pre-indipendenza della Federazione (1948-1957)

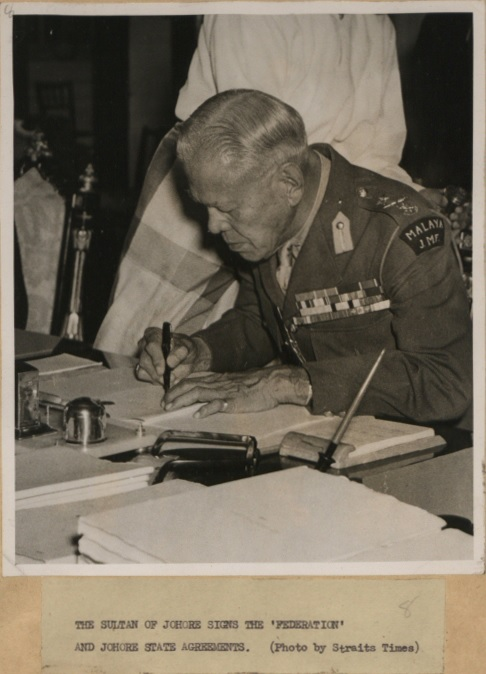
Ibrahim di Johor firma l'Accordo sull'Unione malese e l'Accordo di Stato alla King's House di Kuala Lumpur il 21 gennaio 1948.

La creazione della Federazione non fu però digerita dai cinesi e dagli altri non malesi in quanto vennero ritirate le condizioni favorevoli all'ottenimento della cittadinanza. Nel 1949 venne costituita la Malaysian Chinese Association (MCA) sotto la guida di un imprenditore cinese, Tan Cheng Lock, che spesso sollevò lamentele per la mancata presenza dei termini di cittadinanza nel nuovo trattato. Di conseguenza, le tensioni comuni tra i malesi e cinesi riemersero e Onn mantenne le distanze da Tan. Inizialmente Tan incontrò difficoltà per incontrare il sultano, che non era abituato a lavorare con gli uomini d'affari cinesi. Ibrahim era sempre più deluso dal lavoro di Onn, poiché secondo lui trascurava gli affari di stato a causa dei suoi impegni nei confronti dell'UMNO. Nei primi mesi del 1950 Ibrahim chiese a Onn di scegliere tra gli affari di Stato e quelli di partito. Onn scelse questi ultimi e si dimise da capo del governo nel maggio successivo.
Ibrahim divenne sempre più contrario all'idea di Johor parte della Federazione della Malesia, in particolare quando la prospettiva di una federazione indipendente libera dalle interferenze britanniche divenne sempre più probabile sotto la guida di Tunku Abdul Rahman. In una lettera che scrisse al giornale The Straits Times nel 1953, Ibrahim espresse un giudizio scettico del futuro di Johor come parte di una Malesia indipendente ed espresse il suo sostegno alla continuazione del sistema di un consigliere britannico a Johor. Alle celebrazioni per il suo giubileo di diamante del settembre 1955 Ibrahim chiese pubblicamente la secessione del Johor dalla Federazione. Questa richiesta ispirò la formazione del Persatuan Kebangsaan Melayu Johor (PKMJ) il mese successivo, un movimento secessionista guidato da Ungku Abdullah bin Omar, un parente del sultano Ibrahim che a quel tempo era uno dei consiglieri esecutivi di Stato. Il sultano espresse il suo sostegno pubblico al PKMJ nel corso di un incontro pubblico a metà dicembre del 1955. Il partito incontrò molto sostegno dal basso entro la prima metà del 1956.
Il partito dell'Alleanza reagì con forza agli eventi che motivarono la formazione della PKMJ e chiese al Consiglio di Stato di controllare tutti i futuri interventi di politica statale fatti dal sultano e dai membri della famiglia reale. In particolare, l'Alleanza reagì con grande ostilità verso l'esistenza del PKMJ e tentò attivamente di sopprimere e screditare il partito. Il PKMJ rapidamente perse la maggior parte dei suoi membri per l'UMNO ed entro la metà del 1957 la formazione di Ungku Abdullah aveva solo dieci iscritti. Nel frattempo, alla Conferenza dei regnanti del marzo 1957, Tunku Abdul Rahman espresse il desiderio di eleggere il sultano Ibrahim come primo Yang di-Pertuan Agong ma egli rifiutò per motivi d'età e per il desiderio di condurre i suoi ultimi anni a riposo.
Quattro mesi più tardi, nel luglio del 1957, Ungku Abdullah invitò per l'ultima volta il sovrano a non firmare la Costituzione federale malese. Il sovrano, che a quel tempo si trovava a Londra, rispose a Ungku Abdullah che aveva autorizzato il Tunku Mahkota Ismail a decidere sulla questione. Ungku Abdullah chiese quindi a Ismail di non firmare la Costituzione, ma le sue richieste vennero ignorate e il principe procedette con il firmare la Costituzione. Poco dopo, qualche giorno prima del giorno fissato per l'indipendenza, Ungku Abdullah sciolse formalmente il suo partito.

## Relazioni estere
Ibrahim trascorse molto del suo tempo risiedendo in Inghilterra e spesso trattò con il Colonial Office di Londra gli affari di Stato. I suoi rapporti con l'Inghilterra sia dal punto di vista amministrativo che personale furono spesso tesi, in particolare con gli esponenti del Colonial Office. Dalla metà degli anni '30 in poi Ibrahim favorì i legami di amicizia personali con il monarca britannico e donò 500 000 sterline per il giubileo d'argento di re Giorgio V, gran parte dei quali furono spesi per finanziare la costruzione della base navale di Sembawang a Singapore. Tre anni più tardi, Ibrahim fece una deviazione verso la Germania durante la sua visita in Europa e incontrò Adolf Hitler. In seguito fu brevemente trattenuto dalla polizia francese che lo scambiò per una spia.
Ibrahim divenne anche uno stretto conoscente di Yoshichika Tokugawa dopo che quest'ultimo visitò il sultanato nel 1921. Avevano un ottimo rapporto in parte a causa del loro comune interesse per la caccia della tigre e per la capacità di Tokugawa di comunicare in fluente malese. L'amicizia personale di Tokugawa con il sovrano incoraggiò gli imprenditori giapponesi ad investire nelle piantagioni di gomma dagli anni '20 in poi. Nel 1934 il sultano visitò il Giappone su invito di Tokugawa.

## Ricchezza
Durante il suo regno, il sultano era noto come uno degli uomini più ricchi del mondo. Inoltre si era creato una reputazione di selvaggio playboy internazionale. Le sue imprese andavano dal cambiare il colore del suo cavallo da corsa per presentarlo come sconosciuto - con migliori probabilità di incassi - a comportamenti meno appariscenti nella zona a luci rosse di Vienna. Per essere onesti, diffuse la sua ricchezza, per esempio donando un magnifico paio di tigri malesi allo zoo di Edimburgo da un lato e, dall'altro, donando una grossa cifra al re per il suo giubileo.
Il sultano era un anglofilo e trascorse gran parte della sua vita lontano dal Johor, preferendo le delizie più liberali del Vecchio Continente. Mandò i suoi figli, anche quelli nati dalle sue mogli malesi, ad essere educati nel Regno Unito.
Il sultano è noto per l'aver regalato alla sua terza moglie Helen Bartholomew, una collezione di gioielli spettacolari, offrendole uno smeraldo per il suo compleanno e un diamante per il loro anniversario di matrimonio, anche dopo il divorzio. Non c'è da stupirsi che la sua collezione di gioielli fosse ritenuta la più bella del mondo.

## Famiglia
Ibrahim era l'unico figlio maschio che il padre ebbe con Zubaida binti Abdullah (nata Cecilia Catharina Lange, 1848 - 1939). Zubaidah era la figlia di Mads Johansen Lange, un imprenditore danese residente a Bali e della sua moglie cinese Nonna Sang Nio (nato Ong Sang Nio). Nonna, nata nel sud della Cina, visse per un certo tempo nella parte orientale di Giava prima del suo matrimonio con Lange. Il sultano aveva una sorella germana, Meriam.

### Matrimoni e figli
Ibrahim sposò almeno quattro mogli ufficiali che divennero sultane di Johor:
- Ungku Maimunah Binti Ungku Abdul Majid (morta nel 1909); sposata il 5 ottobre 1892, ebbero un figlio, Ismail (1894 - 1981);
- Che' Ruqaiyah (morta nel 1926); sposata nel 1920, ebbero un figlio, Tunku Abu Bakar (1898 - 1956);
- Helen Bartholomew Wilson (1889 - 1977), vedova del capitano William Brockie Wilson; sposata il 15 ottobre 1930, divorziarono il 30 marzo 1938;
- Marcella Mendl (1915 - 1982), di origine rumene era figlia di Edgar Mendl e cugina del diplomatico britannico Sir Charles Mendl.[59] Al momento della conversione all'Islam prese il nome di Fawzia binti Abdullah ed era conosciuta come Lady Marcella Ibrahim (1940-1955) e Sua Altezza Sultana Fawzia binti Abdullah (1955-1982). Sposata nel 1940, ebbero una figlia, Tunku Miriam (nata il 18 settembre 1950)[60] sposata dal 1978 al 1980 con il cantante britannico Barry Ryan. Marcella oltre al malese conosceva bene anche tedesco, francese e inglese.[61]

Ebbe anche altre due mogli che non ebbero il titolo di sultana: Dato' Wan Muhammad bin Dato' Wan Ja'afar e Ungku Intan binti Ahmad.

## Morte
Ibrahim trascorse gli ultimi due anni di vita nel suo appartamento della Grosvenor House di Londra. Passava la maggior parte del suo tempo guardando la televisione e visitando teatri in compagnia della sua sesta moglie, Marcella Mendl, e della loro amata figlia, Tunku Meriam. Il sultano morì nella sua abitazione l'8 maggio 1959, la moglie era al suo capezzale durante le sue ultime ore. Tunku Ismail gli succedette come sovrano e molti leader malesi e britannici che lavorarono con il defunto sultano espressero pubblicamente le loro condoglianze entro le prime due settimane dalla sua morte. Il corpo del sultano fu inviato a Johor Bahru dove giunse il mese successivo. La salma rimase esposta dal 4 al 6 giugno all'Istana Besar. È sepolto nel mausoleo reale Mahmoodiah di Johor Bahru.
Avendo governato 64 anni, Ibrahim è il sovrano che regnò più a lungo nella storia del Johor.

## Eredità
Negli ultimi anni sono stati fatti molti tentativi dai suoi successori per riabilitare la sua immagine dipingendolo come un sovrano benevolo. Nonostante questo Ibrahim è in gran parte ricordato come una figura contraria all'indipendenza, un perdigiorno e un alleato troppo vicino agli inglesi. Il titolo postumo di "il Grande" (in malese, Al-Masyhur) conferitogli dal nipote Iskandar, non ha mai preso piede.